# Süan-cung
Süan-cung (čínsky znaky 玄宗, pinyin Xuánzōng; 8. září 685 – 3. května 762; vlastním jménem Li Lung-ťi – čínsky znaky 李隆基, pinyin Lǐ Lōngjī; v letech 690–705 Wu Lung-ťi – čínsky znaky 武隆基, pinyin Wǔ Lōngjī) z dynastie Tchang vládl v letech 712–756 tchangské Číně. Z císařů tchangské dynastie vládl nejdéle. Z počátku vládl mocnému a bohatému státu, nicméně prosperita se neudržela a panování Süan-cunga skončilo zkázou způsobenou povstáním An Lu-šana. To je podle Süan-cungovy třetí éry známo také jako „povstání éry Tchien-pao“.